# Туниці
Туниці (словен. Tunjice) — поселення в общині Камник, Осреднєсловенський регіон, Словенія. Висота над рівнем моря: 370 м.